# Cornucopina antlera
Cornucopina antlera är en mossdjursart som beskrevs av William Roy Branch och Hayward 2005. Cornucopina antlera ingår i släktet Cornucopina och familjen Bugulidae. Inga underarter finns listade i Catalogue of Life.